# Journal politique de Bouillon
Le Journal politique (de Bouillon), dit la Gazette des gazettes, est un périodique édité par Jacques Renéaume de La Tache[réf. nécessaire] à Bouillon de 1766 à 1793.
En 1774, un de ses fascicules fut condamné à être brûlé par la main du bourreau pour offenses au Parlement et au duc d'Aiguillon.